# 外侧沟
外侧沟（英：Lateral sulcus），亦称为外侧裂或侧脑沟，是脑的最为显著的一个解剖构造。外侧沟的分隔大脑三个主要“叶”。外侧沟的下方是颞叶，上方是额叶和顶叶。其中，额叶位于顶叶的前部。两者被中央沟分隔。

## 解剖与发育
大脑的两侧各有一个外侧沟，大体为对称。但是多数人类的左侧的外侧沟较长。外侧沟有一些分支。最为显著的两个分支包括
1. 上升支（Ascending ramus），亦称为竖直支（Vertical ramus）
2. 水平支（Horizontal ramus）

外侧沟的上升支和水平支位于额叶的额下回。
从脑发育的角度来说，外侧沟是最早形成的脑解剖结构之一。研究表明，外侧沟最早形成于妊娠第14周。

## 别名
外侧沟时常被称为“Sylvian沟”。这是因为Leiden大学的医学教授Franciscus Sylvius最早对其命名。

## 外部連結
- head and neck（頭頸部）-大腦溝與迴（cerebral gyru and sulcus） （页面存档备份，存于）